# Антимайдан
Антимайда́н — серия митингов на Украине в 2013—2014 годах, по большей части в Киеве, городах Восточной и Южной Украины, преимущественно в противовес идеям Евромайдана.

## В период Евромайдана
Наиболее известные митинги Антимайдана в конце 2013 — начале 2014 года проходили в Киеве в Мариинском парке, где был разбит постоянный палаточный городок сторонников Антимайдана.
Политический кризис и противостояние на Украине 2013—2014 годов привело к появлению устойчивых «геополитических» ассоциаций противоборствующих сторон: Евромайдана с Западом, а Антимайдана — с Россией. С Евромайданом тесно ассоциирована государственная символика Украины, а Антимайдан приобрёл тесную связь с флагом России. Упрощенные версии флагов (повязки, ленточки, нашивки) получили широкое хождение в качестве опознавательных знаков сторон. В ходе развития ситуации на авансцену вышли сильно эмоционально заряженные исторические символы. Со стороны Антимайдана в противовес символике Евромайдана получили распространение эмоционально заряженные исторические символы, связанные с победой в Великой Отечественной войне (в первую очередь, георгиевская ленточка). Размежевывающими сильно эмоционально заряженными символами стали российское телевидение и Владимир Путин (ввиду важной роли, придаваемой им в порождении и эскалации украинского политического кризиса). Со стороны Майдана эти символы были предельно демонизированы («кремлевидение», «кремлёвская пропаганда», «Путлер» и т.п.); на Юго-Востоке же проявилось гипертрофированно позитивное отношение к ним.
Украинские СМИ, поддерживавшие Евромайдан, основой Антимайдана считали «люмпенизированный социальный элемент», необходимый его организаторам для того, чтобы создать визуальную альтернативу акциям протеста против действующей власти президента Виктора Януковича, которые происходили в то время на Майдане. Также, по их утверждениям, к организации Антимайдана привлекался административный ресурс, а участники нанимались за деньги. По их мнению, на митингах принудительно использовались бюджетники, рабочие и так называемые «титушки» (молодые люди, нанятые для силовых провокаций).

## Хронология акций

### 24 ноября 2013 года
24 ноября «Партия регионов» и «Украинский выбор» свезли людей автобусами на свой митинг в Киеве, пообещав им денежное вознаграждение. «Украинский выбор» организовал митинг на Европейской площади, где люди махали шариками с надписью «Евро-гомо».

### 13 декабря 2013 года
Из Луганска в Киев был направлен специальный поезд активистов для поддержки действующей власти.

### 14 декабря  2013 года
На выходные, 14-15 декабря, было запланировано проведение масштабного провластного митинга. Как сообщает ZN.UA , ссылаясь на источник в СНБО, руководство страны поставило перед Министерством обороны и другими ведомствами задачу обеспечить проведение масштабного провластного митинга в противовес Евромайдану.
14 декабря на Европейской площади по данным из разных источников было насчитано 30-60 тысяч человек. Милиция отгородила антимайдан на Европейской площади от Евромайдана мощным заслоном из автобусов, грузовиков и цепей спецназа. Ораторы на провластном митинге  говорили о единстве, о том, что на обеих площадях – граждане Украины, и они должны избежать – и обязательно избегут – раскола страны.
Видный деятель Партии регионов, депутат Верховной Рады Олег Царев со своей речью несколько выбился из общего ряда ораторов, говоривших о мире и единстве Украины. Вначале он сравнил участников Евромайдана с фашистами на том основании, что они тоже свалили памятник Ленину. Затем он фактически предложил разогнать Евромайдан силой.

## Общественное движение в России
В январе 2015 года в России оформилось общественное движение «Антимайдан», основной целью которого было заявлено подавление общественных протестов по типу украинских. Организаторами движения «Антимайдан» являлись президент мотоклуба «Ночные волки» Александр Залдостанов («Хирург»), российский сенатор и глава организации «Боевое братство» Дмитрий Саблин, писатель и основатель партии Великое Отечество Николай Стариков, чемпионка мира по боям без правил Юлия Березикова, Союз ветеранов Афганистана, представители казачества и др.

## Оценки
Украинская учёная, доктор филологических наук Светлана Жаботинская считает, что значительная часть представителей регионов, «исконно контролируемых донецкими кланами», по причине более тяжелого материального положения, которую исследователь называет результатом господства этих «кланов», имели меньше возможностей «своими глазами» увидеть жизнь в странах «с демократической формой правления». Такие люди, в представлении учёного, и «стали заложниками вложенных в их головы чужих историй — мифов о „фашистах“, „бандеровцах“, „Гейропе“, „жидо-НАТО“ и „Пиндосии“», и «эти мифы» привели их на Антимайдан чтобы, сначала защитить Януковича, а потом отстаивать «великий Русский мир». То есть, в протестном движении Антимайдана движение мировоззренческого фрейма сверху вниз выступает преобладающим.